# ترودي كاميلري
ترودي كاميلري (بالإنجليزية: Trudy Camilleri)‏ هي لاعبة كرة قدم أسترالية، ولدت في 16 سبتمبر 1991 في Liverpool, New South Wales ‏ في أستراليا. لعبت مع سيدني إف سي ‏.